# Astéro
Astéro (grec: Αστέρω) és una pel·lícula muda grega dirigida per Dimítrios Gaziadis l'any 1929. La pel·lícula es considera una pel·lícula romàntica de fustanela i es va rodar en un entorn rural grec. La fustanela era un vestit tradicional grec. És una peça semblant a una faldilla plisada que també es coneix com a kilt i que va aparèixer inicialment a la pel·lícula Golfo. Dimítrios Gaziadis va escriure el guió en col·laboració amb Orestis Laskos. Laskos també va escriure i dirigir la pel·lícula muda grega de 1931 Dáfnis kai Kloé, que també es va rodar en un entorn agrícola. El rodatge d'Astero va tenir lloc entre el 8 i el 31 de març de 1929. Una part important del rodatge va tenir lloc a zones del Peloponès com ara Aroania, les aigües d'Stygos, el Monestir de Mega Spilaio, el ferrocarril Diakopto–Kalavryta, Zachlorou, Mesorrougi, Solos, i Elatophyto.

## Guió
La història es va basar lliurement en la novel·la estatunidenca Ramona.El guionista va ser Pavlos Nirvanas, mentre que Orestis Laskos i Dimítrios Gaziadis van ajustar la història per seguir els estàndards grecs. Els herois indis americans es van convertir en modistes i la pel·lícula es va rodar a Kalavryta. La pel·lícula va ser inicialment muda, però després es va afegir la cançó Astero juntament amb la veu mitjançant un gramòfon. Els llavis de l'actor no estaven sincronitzats, les veus van ser aportades per Orestis Makris i la cançó va ser composta per Dimitrios Rodiou. La primera pel·lícula sonora sincronitzada a Grècia va ser la pel·lícula de 1932 O agapetikós tis boskopúlas (Ο Αγαπητικός της βοσκοπούλας), un altre romanç de fustanela pastoril inspirat en Golfo.

## Producció
La pel·lícula es va projectar per primera vegada el 22 d'abril de 1929 a l'Splendid Cinema i el primer ministre Eleftherios Venizelos va assistir a l'estrena. De fet, Michalis Gaziadis hauria filmat l'arribada del primer ministre. Va utilitzar les imatges de l'entrada del primer ministre al començament de la pel·lícula. El 1944, es va crear una versió d'àudio de la pel·lícula amb música de Yiannis Vidalis. El 1959, un reinici d' Astero va ser dirigit per Dinos Dimópulos, protagonitzat per Aliki Vougiouklaki com Astero. Alekos Sakellarios va adaptar el guió i la música va ser de Takis Morakis. Durant dècades, metratge poc conegut de la pel·lícula va sobreviure, que es pensava que s'havia perdut. L'any 2003, gràcies al projecte comunitari Lumière per trobar pel·lícules perdudes, es va descobrir una còpia d' Astero amb subtítols en francès a la Filmoteca francesa. A partir d'aquesta còpia, la pel·lícula es va restaurar amb la col·laboració dels arxius cinematogràfics grecs i francesos.

## Argument
Inicialment, la pel·lícula comença a l'antiga ciutat d'Atenes, Grècia, a finals dels anys vint, amb imatges dels carrers concorreguts i de l'Acròpolis.Els espectadors segueixen el ferrocarril grec fins al bell paisatge fins a una granja ocupada pel Sr. Mitro al mont Helmos, Kalavryta. El senyor Mitro també era conegut com Asopius a la versió francesa de la pel·lícula.
La pel·lícula es va rodar al poble del nord de la regió del Peloponès anomenat Kalavryta. Astero i Thymios són tots dos joves pastors i Thymios s'enamora d'Astero. La història es converteix en un drama d'amor prohibit perquè el pare de Thymios no aprova el matrimoni entre Astero i Thymios. Mentrestant, l'oncle d'Astero és un pres polític ric a Atenes i el pare de Thymios, el senyor Mitro, va robar en secret l'herència d'Astro que li va donar el seu oncle.
Thymios demana a l'Astero que fugi amb ell per viure a les muntanyes, però ella sacrifica el seu amor per Thymios per protegir-lo mentint-li dient que estima un altre home. Thymios s'enfada amb ella.
Un altre pastor anomenat Stamos arriba a l'hivern per cuidar el seu ramat. De seguida s'enamora d'Astero. Li demana al senyor Mitro la seva mà en matrimoni. Immediatament accepta alleujat que s'hagi desfet d'ella. El dia del matrimoni entre Stamos i Astero, Thymios, tristament, els desitja el millor. Finalment, Stamos cau accidentalment d'un penya-segat (escenes no incloses a la còpia francesa). L'Astero sent els udols dels gossos i troba Stamos mort.Astro perd el cap i vaga per les muntanyes.
El senyor Mitro s'adona que Thymios estava trist pel seu amor per Astrro. El Sr. Mitro revela la veritat al seu fill sobre la seva herència.Tant el senyor Mitro com el Thymios recorren la muntanya i els pobles buscant l'Astero per retornar-li la propietat. Arriben a una cova per descansar on passen la nit després de buscar exhaustivament la jove. L'endemà al matí una dona els diu on poden trobar l'Astero. Astero  no reconeix a Thymios. La retornen a la granja però el seu estat no millora.Al cap d'un temps, l'Astero asseguda davant de la seva finestra sent en Thymios tocar la flauta i cantar. Finalment el reconeix i corre cap als seus braços. La pel·lícula acaba amb Astrro i Thymios abraçant-se amb la benedicció del senyor Mitro en presència de la comunitat del poble.

## Repartiment
- Aliki Theodorides com a Astero
- Costas Moussouris com a Thymios
- Aimilios Veakis com a Sr. Mitros
- Dimitris Tsakiris com a Stamos